# Сахарово (Сумская область)
Сахарово (укр. Сахарове) — село,
Князевский сельский совет,
Путивльский район,
Сумская область,
Украина.
Код КОАТУУ — 5923885805. Население по переписи 2001 года составляло 42 человека.

## Географическое положение
Село Сахарово находится в 2,5 км от правого берега реки Сейм.
На расстоянии до 1 км расположены сёла Минаково и Князевка, в 3-х км — город Путивль.
По селу протекает пересыхающий ручей с запрудой.
Через село проходит автомобильная дорога Т-1908.